# Coralie Redelsperger
Coralie Redelsperger, née le 5 mars 1983 à Schiltigheim, est une triathlète et coureuse de VTT française, championne de France de cross triathlon en 2014.

## Biographie

### Jeunesse
Coralie Redelsperger grandit au sein d'une famille assez sportive. Elle commence la pratique du cyclisme à l’âge de 11 ans, à l'instar de son père passionné par ce sport, mais n’accroche pas à cette pratique et préfère s'adonner à des disciplines plus collectives ou encore au ski et à la natation. Elle persiste dans cette dernière pratique jusqu'à l'âge de 16 ans. C'est à 21 ans qu'elle débute en VTT à l’initiative de son ami et fait quelques courses régionales dans cette spécialité.

### Carrière sportive
Coralie Redelsperger commence la pratique du triathlon en 2012, après avoir remporté plusieurs podiums sur des compétitions de VTT.
En 2014, pour sa première année dans le cross triathlon, elle remporte les championnats de France et s'impose sans grande difficulté. Cette même année, elle remporte sa première victoire sur le circuit de Xterra Triathlon au Portugal. En 4e position à la sortie d'eau, elle comble les écarts sur la partie VTT et prend rapidement la tête de course. Elle arrive à conserver son avance de 40 secondes sur l'Autrichienne Sandra Koblmueller et signe un premier succès sur ce circuit en 3 h 10 min 1 s.
En 2015, elle prend la 8e place des championnats d'Europe et la 11e des championnats du monde de triathlon cross.

### Vie professionnelle
Après l'obtention d'un baccalauréat et d'un diplôme universitaire de technologie (DUT), Coralie Redelsperger valide un diplôme d'ingénieur en informatique. Elle travaille dans une entreprise de service informatique et bénéficie d'un aménagement de ses horaires depuis 2010, afin de lui permettre une pratique sportive à un niveau professionnel.

## Palmarès

### Triathlon
Le tableau présente les résultats les plus significatifs (podium) obtenus sur le circuit national de triathlon depuis 2014.
| Année                                     | Compétition     | Pays          | Position        | Temps          |
| ----------------------------------------- | --------------- | ------------- | --------------- | -------------- |
| 2014                                      | XTerra Portugal | Portugal      | Médaille d'or   | 3 h 10 min 1 s |
| Championnats de France de triathlon cross | France          | Médaille d'or | 1 h 55 min 17 s |                |

### VTT
- 2006
  -  2e de la Coupe de France VTT Marathon
- 2008
  -  2e de la Coupe de France VTT Marathon
  -  Championne de Franche-Comté de VTT
- 2009
  -  Championne de Franche-Comté de VTT
- 2010
  -  3e du championnat de France de VTT Marathon
  -  Championne de Franche-Comté de VTT
- 2011
  -  2e du championnat de France de VTT Marathon
  -  2e du championnat de France de VTT en relais
  -  Championne de Franche-Comté de VTT
- 2014
  -  2e du championnat de France de VTT Marathon